# Grandate
Grandate ist eine norditalienische Gemeinde (comune) mit 2843 Einwohnern (Stand 31. Dezember 2023) in der Provinz Como in der Lombardei. 

## Geographie
Die Gemeinde liegt etwa vier Kilometer südwestlich von Como am Seveso. Die Nachbargemeinden sind Casnate con Bernate, Como, Luisago, Montano Lucino und Villa Guardia.

## Verkehr
Durch die Gemeinde Grandate führt im Westen die Autostrada A9 von Lainate zur Schweizer Grenze. Der Bahnhof von Grandate wird von Zügen auf der Bahnstrecke Saronno–Como bedient.

## Sehenswürdigkeiten
- Pfarrkirche San Bartolomeo (1925)[2]
- Wallfahrtskirche Santa Maria Bambina oder Madonna della Noce (15. Jahrhundert)[3][4]

## Persönlichkeiten
- Guido Trentin (* 1975), Radrennfahrer